# Бутвил (Луизијана)
Бутвил (енгл. Boothville) насељено је место без административног статуса у америчкој савезној држави Луизијана.

## Демографија
По попису из 2010. године број становника је 854.
| Група             | 2000.    | 2010.       |
| Белци             | 0 (0,0%) | 515 (60,3%) |
| Афроамериканци    | 0 (0,0%) | 205 (24,0%) |
| Азијати           | 0 (0,0%) | 52 (6,1%)   |
| Хиспаноамериканци | 0 (0,0%) | 8 (0,9%)    |
| Укупно            | 0        | 854         |